# Трип-хоп
Трип-хоп (енгл. trip hop), познат и као Бристол саунд (Bristol sound) или Бристол ејсид реп (Bristol acid rap), термин је који је сковао британски часопис Mixmag у покушају да опише стил хип-хоп инструментала које је радио DJ Shadow. Реч трип у термину се односи на психоделично искуство. Касније се термин трип-хоп користи као назив за музички тренд средине 1990-их. Трип-хоп је даунтемпо електронска музика која се развила из британске хип-хоп и хаус сцене.

## Познати извођачи
- Archive
- Bjork (претежно на албумима Post и Homogenic)
- Bonobo
- cirKus feat. Neneh Cherry
- DJ Shadow
- Esthero
- Hooverphonic
- Jay Jay Johanson
- Lamb
- Mandalay
- Massive Attack
- Moloko
- Monk & Canatella
- Morcheeba
- Nightmares on Wax
- Portishead
- Rodrigo Rodriguez
- Sneaker Pimps
- Thievery Corporation
- Tricky
- Quantic
- Zero 7
- Smoke City